# (21441) Stevencondie
(21441) Stevencondie est un astéroïde de la ceinture principale d'astéroïdes.

## Description
(21441) Stevencondie est un astéroïde de la ceinture principale d'astéroïdes. Il fut découvert le 29 mars 1998 à Socorro (Nouveau-Mexique) par le projet LINEAR. Il présente une orbite caractérisée par un demi-grand axe de 2,48 UA, une excentricité de 0,15 et une inclinaison de 5,1° par rapport à l'écliptique.

## Compléments